# Lonerism
Lonerism je druhé album australské psychedelicko rockové skupiny Tame Impala vydané pod známkou Modular Recordings 5. října 2012. Stejně jako u předchozího alba, Innerspeaker, byla většina nahrávání pod palcem Kevina Parkera, frontmana skupiny.

## Pozadí
Debutové album skupiny bylo vydáno roku 2011 a rychle získalo obdiv kritiků a několik ocenění, vítězství ceny J Award a Rolling Stone Award za Album roku a 5 nominací na cenách ARIA byli těmi nejvýraznějšími úspěchy kapely do té doby. Následovalo celosvětové Innerspeaker turné v letech 2010 až 2011.

## Nahrávání
Kevin Parker začal na novém albu pracovat ihned po vydání předchozího alba, „Začal jsem psát skladby jen chvíli po albu Innerspeaker, ale sám sobě jsem si řekl, že se nepodvolím tomu tlaku, který přicházel ze všech stran, takže jsem předstíral, že skládám pro nějaký další divný projekt, který nebude mít pro mě nijaké velké následky.“ Zatímco Innerspeaker byl nahráván velmi strukturovaným způsobem s určitým přiděleným časem, album Lonerism bylo nahráno na různých místech světa, v době, kdy probíhalo celosvětové turné skupiny. „Nahrávací zařízení si na turné beru s sebou, takže můžu nahrávat vokály a kytaru kdekoliv se nacházím. Album bylo díky tomu nahráno různě po světě. Určité kytarové části jsou nahrány ve Vídni, nebo vokály k jedné z písní jsem nahrál například v letu ze Singapuru do Londýna. Nahrávací studio mám umístěné doma v Perthu, takže většina byla nahrána tam.“
„Na album Lonerism jsem měl o hodně víc času než jsem měl pro Innerspeaker. To jsme si museli rezervovat lokaci, kam přišel profesionální inženýr, vše bylo až moc oficiální. S Lonerism jsem byl pouze já v mém domácím studiu. Měl jsem ještě dva spolubydlící, ale Tame Impala platila za jeden z těch pokojů penězi získaných z různých festivalů. Na albu jsem pracoval hned po dokončení předchozího alba, takže jsem měl tak dva roky, než se vydavatelství začalo zajímat o nové věci. Bylo hodně času na experimentování a kompletní rozmazlování.“ S časem navíc, dostal Parker chuť na dělání „laciných popových“ skladeb, k čemuž dodal: „Mám tu celé album, které čeká na Kylie Minogue. Vím, že to zní jako vtip, ale vážně to tak je. Mám už sedm hotových písní.“
Na konci roku 2010 se Parker dostal do problémů s novým albem: „Na svém iPodu jsem měl všechny ty dema, půlku nového alba. Všechno v batohu, který jsem zapomněl někde mezi Amsterdamem a Londýnem. Takže jsem byl docela vylekaný, že z půlky hotové nové album skončí někde na YouTube, nebo že to všechno vyjde pod nějakou holandskou kapelou.“ Parkerův iPod byl později v pořádku vrácen svému majiteli.
Nahrávání skončilo na konci roku 2011, mix alba byl zahájen 7. prosince 2011 a hotov byl s pomocí Davida Fridmanna 2. března 2012.

## Design alba
Obal desky byl opět v režii umělce Leifa Podhajskyho. Obrázek na albu Lonerism byl osobně vyfocen Parkerovým fotoaparátem Diana F a upraven právě Podhajskym. Jde o fotografii pařížských zahrad Jardin du Luxembourg. Červená skvrna v rohu obrázku byla ve skutečnosti způsobena nesprávným natočením filmu samotným Parkerem.
Význam skrývající se za obrázkem je pro většinu lidí neznám, Parker se pokusil o vysvětlení v rozhovoru s The Taming: „Nevěděl jsem, zda lidé pochopí o co jde na té fotografii. Což je nakonec skvělé, protože miluji to, jak se lidé dívají na onu fotku a vidí pouze fotku nějakých lidí a pomyslí si, „A co jako?“ a někteří lidé prostě vidí smysl té fotky; odloučení osoby dívající se skrz oplocení."
Při drobnějším zkoumání fotografie je ale vidět mnohem víc, „Miluji ty výrazy v obličejích lidí. Je to něco jako snímek života, prostě čím víc tu fotografii zkoumáte, tím víc vidíte. Můžete spatřit nějakého muže dotýkajícího se sama sebe, ten se, myslím, docela bavil. Mluví s nějakou dívkou a ruku má v rozkroku, pak tam je policista a pokud se podíváte ještě detailněji, je tam spousta dalších šíleností. Vlastně čím víc budete zkoumat tu fotku, tím spíš si uvědomíte, že vlastně vy jste ten perverzní chlap z opačné strany oplocení.“

## Vydání
27. června 2012 vyšel krátký trailer k novému albu, jehož obsahem byla skladba Apocalypse Dreams se záznamem videa z turné k albu Innerspeaker. Na konci traileru se divák dozvídá název nového alba. 9. července 2012 je vydána celá skladba Apocalypse Dreams k volnému stažení. Dále je odhaleno, že první singl, nazvaný Elephant, z nového alba bude vydán na konci července. 13. července 2012 byly odhaleny další detaily k novému albu, jejichž součástí byl obal alba a seznam skladeb. Dále bylo oznámeno, že album Lonerism vyjde 5. října 2012 v Austrálii a 9. října 2012 celosvětově. Oficiálně první singl alba, Elephant, vyšel 26. července 2012. „Elephant je ve skutečnosti jeden z nejstarších songů, které mám, celou tu dobu čekal v trezoru na toto album. Nejsem si jistý, zda byl kdy nahrán, ale jeden večer jsme ho hráli při soundchecku a členové kapely mě nabádali zahrnout ten song na nové album, takže jsme to udělali.“ "Elephant" ukazuje bluesovou stránku kapely, která je však výraznější na jejich eponymním EP. ,,Na albu není moc podobných skladeb, které by mělo ten bluesový riff. Kvůli tomu jsme na album umístili skladbu "Apocalypse Dreams", která je také odlišná."

## Seznam skladeb
Všechny skladby napsal(i) Kevin Parker, kromě skladeb "Apocalypse Dreams" a "Elephant", jehož autory jsou Kevin Parker a Jay Watson. 
| Pořadí | Název                                                               | Délka |
| ------ | ------------------------------------------------------------------- | ----- |
| 1.     | Be Above It                                                         | 3:21  |
| 2.     | Endors Toi                                                          | 3:06  |
| 3.     | Apocalypse Dreams                                                   | 5:56  |
| 4.     | Mind Mischief                                                       | 4:31  |
| 5.     | Music to Walk Home By                                               | 5:12  |
| 6.     | Why Won't They Talk to Me?                                          | 4:46  |
| 7.     | Feels Like We Only Go Backwards                                     | 3:12  |
| 8.     | Keep on Lying                                                       | 5:54  |
| 9.     | Elephant                                                            | 3:31  |
| 10.    | She Just Won't Believe Me                                           | 0:57  |
| 11.    | Nothing That Has Happened So Far Has Been Anything We Could Control | 6:01  |
| 12.    | Sun's Coming Up                                                     | 5:20  |
| 13.    | Led Zeppelin (iTunes bonusová skladba)                              | 3:08  |
| 14.    | Beverly Laurel (Deluxe edice - bonusová skladba)                    | 3:07  |

## Hitparády a certifikace
| Rok  | Hitparáda                    | Pozice |
| ---- | ---------------------------- | ------ |
| 2012 | ARIA Albums Chart            | 4      |
| 2012 | ARIA Australian Albums Chart | 1      |
| 2012 | Belgian Albums Chart         | 38     |
| 2012 | Dutch Albums Chart           | 58     |
| 2012 | Irish Albums Chart           | 39     |
| 2012 | UK Albums Chart              | 14     |
| 2012 | US Billboard 200             | 34     |

| Rok  | Země      | Certifikace |
| ---- | --------- | ----------- |
| 2013 | Austrálie | Gold        |

## Awards and accolades
J Awards
| Rok  | Nominovaná práce | Kategorie             | Výsledek |
| ---- | ---------------- | --------------------- | -------- |
| 2012 | Lonerism         | Australské album roku | Výhra    |

Rolling Stone Awards
| Rok  | Nominovaná práce | Kategorie  | Výsledek |
| ---- | ---------------- | ---------- | -------- |
| 2013 | Lonerism         | Album roku | Výhra    |

APRA Awards
APRA Awards jsou každoročně udělovány již od roku 1982. APRA „vyznamenává hudební a textové skladatele“.
| Rok  | Nominovaná práce                  | Kategorie             | Výsledek |
| ---- | --------------------------------- | --------------------- | -------- |
| 2013 | "Feels Like We Only Go Backwards" | APRA Song of the Year | Výhra    |
| 2013 | "Elephant"                        | APRA Song of the Year | Nominace |

EG Music Awards
| Rok  | Nominovaná práce | Kategorie        | Výsledek |
| ---- | ---------------- | ---------------- | -------- |
| 2012 | "Elephant"       | Nejlepší skladba | Výhra    |

### Závěrečné
| Publikace            | Země | Vyznamenání                                  | Rok  | Pozice |
| -------------------- | ---- | -------------------------------------------- | ---- | ------ |
| Triple J             | AUS  | 2012 Album roku J Award                      | 2012 | 1      |
| NME                  | UK   | 50 Nejlepších alb roku 2012                  | 2012 | 1      |
| Rolling Stone        | AUS  | 2012 Album roku                              | 2012 | 1      |
| Filter Magazine      | US   | Top 10 alb roku 2012                         | 2012 | 1      |
| Urban Outfitters     | US   | 2012 Album roku                              | 2012 | 1      |
| Chicago Sun-Times    | US   | Best of 2012: 20 Overall Albums              | 2012 | 2      |
| musicOMH             | UK   | 100 Best Albums of 2012                      | 2012 | 2      |
| Chicago Tribune      | US   | Top 10 Albums of 2012                        | 2012 | 3      |
| Pitchfork            | US   | Top 50 Albums of 2012                        | 2012 | 4      |
| The Canadian Press   | CA   | Canadian Press' Top Songs and Albums of 2012 | 2012 | 4      |
| The Guardian         | UK   | The Best Albums of 2012                      | 2012 | 6      |
| Virgin Records       | UK   | Top 20 Albums of 2012                        | 2012 | 6      |
| PopMatters           | US   | The Best 75 Albums of 2012                   | 2012 | 7      |
| The Fly              | UK   | The Top 50 Albums of 2012                    | 2012 | 10     |
| Stereogum            | US   | The Top 50 Albums of 2012                    | 2012 | 11     |
| Uncut                | UK   | The Top 75 Albums of 2012                    | 2012 | 11     |
| Mojo                 | UK   | The Top 20 Albums of 2012                    | 2012 | 12     |
| AllMusic             | US   | The Top 50 Albums of 2012                    | 2012 | 13     |
| Clash                | UK   | The Top 40 Albums of 2012                    | 2012 | 13     |
| Paste                | US   | The 50 Best Albums of 2012                   | 2012 | 16     |
| BBC                  | UK   | BBC Music's Top 25 Albums of 2012            | 2012 | 21     |
| SPIN                 | US   | SPIN'S 50 Best Albums of 2012                | 2012 | 26     |
| Complex (magazine)"  | US   | Top 50 Best Albums of 2012                   | 2012 | 37     |
| Tiny Mix Tapes       | US   | Favorite 50 Albums of 2012                   | 2012 | 37     |
| The Needle Drop      | US   | Top 50 Albums of 2012                        | 2012 | 41     |
| Consequence of Sound | US   | Top 50 Albums of 2012                        | 2012 | 41     |

## Obsazení
- Kevin Parker – zpěv a všechny instrumenty na všech skladbách kromě:
- Jay Watson – piano ke skladbě "Apocalypse Dreams" a klávesy k písni "Elephant"
- Melody Prochet – mluvený hlas k "Nothing That Has Happened So Far Has Been Anything We Could Control"

## Autorství
- Kevin Parker – produkce a fotografie na obalu desky
- Dave Fridmann – mixer
- Greg Calbi – mastering
- Leif Podhajsky – design desky, obal
- Matthew C. Saville – studio photography